# Damn (Should've Treated U Right)
Damn (Should've Treated U Right) é o título do single de grupo So Plush em parceria com Ja Rule. O single ficou dezoito semanas nas paradas musicais de singles R&B dos Estados Unidos.

## Posições nos gráficos musicais
| Gráfico musical (1999)               | Pico posição |
| ------------------------------------ | ------------ |
| U.S. Billboard Hot R&B/Hip-Hop Songs | 41           |
| U.S. Billboard R&B Single Sales      | 26           |